# Chifley
Chifley a főváros, Canberra egyik elővárosa Woden Valley kerület-ben.
A külváros Joseph Benedict Chifleyről kapta nevét, aki 1945 és 1949 közt volt Ausztrália miniszterelnöke. Chifley városka utcáit híres tanítókról és tudósokról nevezték el.
A helyi bevásárlóközpont, a Chifley Neighborhood Oval, a  külváros belsejében helyezkedik el.

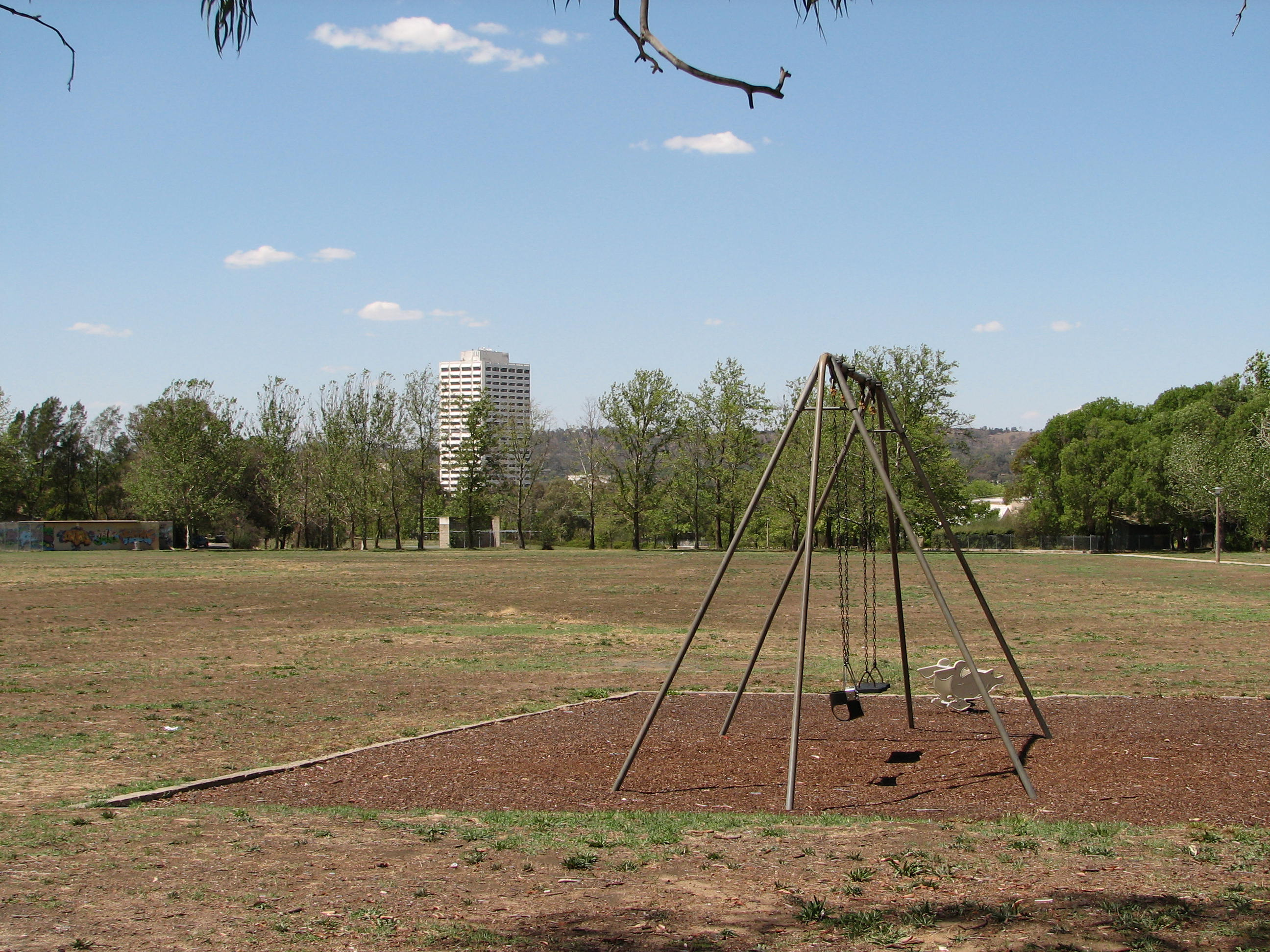
Utcakép a Chifley bevásárlóközpont felől a szomszédság "oval" felé Phillipben.

A település utcái megtekinthetők a Google Street View (Utcakép) szolgáltatással.

## Földrajza
Chifley területén főleg a Deakin vulkán szilur időszaki riodacit rétegek találhatóak, melyek leginkább zöldesszürkés, vöröses vagy lilás árnyalatúak.

## Fordítás
Ez a szócikk részben vagy egészben  a   Chifley, Australian Capital Territory című angol Wikipédia-szócikk fordításán alapul.  Az eredeti cikk szerkesztőit annak laptörténete sorolja fel. Ez a jelzés csupán a megfogalmazás eredetét és a szerzői jogokat jelzi, nem szolgál a cikkben szereplő információk forrásmegjelöléseként.